# Great Ouse
Great Ouse je řeka v Anglii, která měří 230 km a je čtvrtou nejdelší řekou Spojeného království. Pramení nedaleko vesnice Syresham v hrabství Northamptonshire a teče severovýchodním směrem přes Buckingham, Milton Keynes, Newport Pagnell, Bedford, Huntingdon a St Ives. V obci Earith je část jejího toku uměle odvedena do dvou rovnoběžných kanálů, Old Bedford River a New Bedford River, které se k hlavnímu korytu znovu připojují u Denveru. Stavba byla provedena ve třicátých letech 17. století, jejím cílem bylo urychlit říční dopravu a snížit nebezpečí povodní. Dolní tok Great Ouse vede přes Ely rovinatou bažinatou krajinou The Fens a nedaleko King's Lynn se řeka vlévá do The Wash, rozsáhlého zálivu Severního moře. Splavný úsek řeky je dlouhý 116 km a začíná v Kempstonu. Na dolním toku se nachází systém vodních cest Middle Level Navigations, propojující Great Ouse s řekou Nene. Největším přítokem Great Ouse je zprava Cam, na níž leží Cambridge.
Řeka je v běžné řeči označována pouze Ouse, což pochází z keltského výrazu Udso-s, což znamená vodu. Tento název nese více britských řek, proto dostala nejdelší z nich pro odlišení oficiální přízvisko Great (velká).
Nížina okolo ústí řeky je chráněná ptačí oblast, hnízdí zde vodouš rudonohý, labuť malá, labuť zpěvná, čejka chocholatá, moták pilich a další druhy. V řece žijí cejni, okouni, parmy, jelci a candáti. Na dolním toku se lze setkat s tuleni připlouvajícími z moře.
Řeka je využívána jako plavební cesta, život místních lodníků popisuje Graham Swift v románu Waterland. Provozují se také vodní sporty jako veslování a kanoistika, v roce 1944 se na řece nedaleko Ely konal The Boat Race. Na březích řeky se rovněž těží štěrk.